# Hecse
Hecse (szlovákul Choča) község Szlovákiában, a Nyitrai kerület Aranyosmaróti járásában.

## Fekvése
Aranyosmaróttól 8 km-re délnyugatra fekszik.

## Története
A község területe ősidők óta lakott. Területén a kőkorszak, a vonaldíszes kultúra és az i. e. 300 körüli időszak embereinek cserépmaradványai kerültek elő.
A mai települést 1172-ben említik először, ekkor a pannonhalmi bencés apátság birtoka volt. 1209-ben már a szolgagyőri váruradalom tartozéka volt. Ebben az évben "Hecze, Parvus Hecze, Magnus Hecze" alakban is szerepel oklevélben, tehát Kis- és Nagyhecse falvakat is említenek. Egy 1214-es oklevél szerint részben Bars várának birtoka. 1234-ben részben Bars, részben Galgóc várának tartozéka. 1268-ban "Heche", 1270-ben "Hecche" néven említik. 1275-ben IV. László király Bense és Simon nevű nemeseknek adományozza, ebben az oklevélben "Hetchen" alakban szerepel. 1293-ban "Hecchen", 1298-ban "Hereche" a neve. Helyi nemesek birtoka, majd rövid ideig Csák Máté szerzi meg. 1376-ban a Forgáchok gímesi váruradalmához csatolják. A Forgách családé marad 1711-ig, amikor a Rákóczi-szabadságharc leverése után ura Lengyelországba menekül. 1718-ban a birtokot az aranyosmaróti Paluska család vásárolja meg. Lakói a 17. században református hitre tértek, de később rekatolizáltak. Kishecsét 1519-ben "Kyshecche a.n. Bardwzfewlde", Nagyhecsét 1520-ban "Naghheche" néven említik. 1600-ban 16 ház állt a községben, 1719-ben 49, 1764-ben 69 család élt itt. 1812-ben 256, 1828-ban 244, 1890-ben 198 lakosa volt. Lakói főként mezőgazdasággal foglalkoztak.
Vályi András szerint "HECSE. Chocsa. Elegyes Tót falu Bars Várm. földes Ura G. Migázzi Uraság, lakosai katolikusok, fekszik Nyitrához nem meszsze, Nagy Hereszténynek filiája, földgye, réttye jó, legelője elég, malma helyben, el adásra jó módgya, Nyitrán, és Szent Benedeken." 
Fényes Elek szerint "Hecse, (Hocsa), tót falu, Bars vmegyében: 246 kath. lak. Jó legelője. Erdő. Vizimalom. F. u. gr. Migazzi. Ut. p. Nyitra."
A trianoni békeszerződésig Bars vármegye Aranyosmaróti járásához tartozott.

## Népessége
| Év:            | 1994. | 2004.   | 2014.   | 2024.   |
| -------------- | ----- | ------- | ------- | ------- |
| Emberek száma: | 474   | 486     | 501     | 470     |
| Eltérés:       |       | +2,53 % | +3,08 % | -6,18 % |

| Év:            | 2023. | 2024.   |
| -------------- | ----- | ------- |
| Emberek száma: | 483   | 470     |
| Eltérés:       |       | -2,69 % |

1880-ban 277 lakosából 259 szlovák és 4 magyar anyanyelvű volt.
1890-ben 339 lakosából 304 szlovák és 21 magyar anyanyelvű volt.
1900-ban 398 lakosából 375 szlovák és 9 magyar anyanyelvű volt.
1910-ben 395 lakosából 373 szlovák, 12 magyar és 10 német anyanyelvű volt.
1921-ben 443 lakosa mind csehszlovák volt.
1930-ban 467 lakosa mind csehszlovák volt.
1991-ben 490 lakosából 483 szlovák és 1 magyar volt.
2001-ben 492 lakosából 471 szlovák volt.
2011-ben 514 lakosából 504 szlovák és 2 magyar volt.
| Lakosok száma | 492  | 514  | 501  | 470  |
|               | 2001 | 2011 | 2021 | 2024 |

## Külső hivatkozások
- Községinfó
- Hecse Szlovákia térképén
- Travelatlas.sk
- E-obce.sk